# Guerra civile romana (306-324)
La guerra civile romana degli anni 306-324 vide lo scatenarsi di un lungo conflitto durato quasi un ventennio tra numerose fazioni di pretendenti al trono imperiale (tra augusti, cesari ed usurpatori) in diverse parti dell'Impero, al termine del quale prevalse su tutti Costantino I. Egli era così riuscito a riunire il potere imperiale nelle mani di un solo monarca, dopo il periodo della Tetrarchia.

## Contesto storico
Nel 293 Diocleziano procedette a una divisione funzionale e territoriale dell'intero impero in quattro parti, al fine di facilitare le operazioni militari. Nominò così come suo cesare  per l'oriente Galerio e Massimiano fece lo stesso con Costanzo Cloro per l'occidente. L'impero fu così diviso in quattro macro-aree:
- a Diocleziano spettavano le province asiatiche e l'Egitto (capitale: Nicomedia[5])
- a Galerio le province balcaniche (capitale: Sirmio)
- Massimiano governava su Italia e Africa settentrionale (capitale: Mediolanum[5])
- Costanzo Cloro ebbe in affidamento la Spagna, la Gallia e la Britannia (capitale: Augusta Treverorum)

Il sistema si rivelò efficace per la stabilità dell'impero e rese possibile agli augusti di celebrare i vicennalia, ossia i vent'anni di regno, come non era più successo dai tempi di Antonino Pio. Tutto il territorio venne ridisegnato dal punto di vista amministrativo, abolendo le regioni augustee con la relativa divisione in "imperiali" e "senatoriali". Vennero create dodici circoscrizioni amministrative (le "diocesi", tre per ognuno dei tetrarchi), rette da vicarii e a loro volta suddivise in 101 province.
Restava da mettere alla prova il meccanismo della successione: il 1º maggio del 305 Diocleziano e Massimiano abdicarono (ritirandosi il primo a Spalato ed il secondo in Lucania). La seconda tetrarchia prevedeva che i loro rispettivi due cesari diventassero augusti (Galerio per l'oriente e Costanzo Cloro per l'occidente), provvedendo questi ultimi a nominare a loro volta i propri successori designati (i nuovi cesari): Galerio scelse Massimino Daia e Costanzo Cloro scelse Flavio Valerio Severo. Sembra però che, poco dopo, lo stesso Costanzo Cloro rinunciò a parte dei suoi territori (Italia e Africa) a vantaggio dello stesso Galerio, il quale si trovò a dover gestire due cesari: Massimino Daia, a cui aveva affidato l'Oriente, e Flavio Valerio Severo, a cui rimase l'Italia (e forse l'Africa), mentre tenne per se stesso l'Illirico.

## Casus belli: la morte di Costanzo Cloro
L'anno seguente, tuttavia, con la morte di Costanzo Cloro (25 luglio del 306), il sistema andò in crisi: il figlio illegittimo dell'imperatore defunto, Costantino venne proclamato augusto dalle truppe in competizione con il legittimo erede, Severo. Qualche mese più tardi, Massenzio, figlio del vecchio augusto Massimiano, si fece acclamare, grazie all'appoggio di ufficiali come Marcelliano, Marcello e Luciano (non invece di Abellio, vicario del praefectus Urbi, che fu ucciso), dai pretoriani, ripristinando il principio dinastico.

## Forze in campo
Con la riforma tetrarchica di Diocleziano il numero complessivo delle legioni fu portato nel 300 a 55/56. Anche la guarnigione di Roma subì un importante incremento (forse già nel corso del III secolo): vi erano, infatti, 10 coorti pretorie di 1 000 uomini ciascuna, 4 coorti urbane di 1 500 uomini ciascuna, 7 di vigili di 1 000 uomini ciascuna e 1 000 equites singulares, per un totale di 24 000 uomini. La flotta del periodo era invece attestata attorno ai 45 500 uomini, come testimonierebbe un certo Giovanni Lido, monaco che scrisse ai tempi di Giustiniano.
L'ascesa al trono di Costantino e il ripristino di una monarchia dinastica portò il numero delle legioni romane ad aumentare ulteriormente a 62/64, attorno all'anno 330. La cifra potrebbe essere nuovamente stata aumentata se si considerano anche le milizie barbariche dei foederati, incluse nelle file dell'esercito romano.

## Fasi del conflitto
Il conflitto cominciò con la morte di Costanzo Cloro, cambiando tutti gli equilibri interni che Diocleziano aveva invano tentato di costruire in un ventennio. La prima fase della guerra civile vide numerosi contendenti disputarsi il ruolo di augusti in Occidente ed in Oriente. Questa fase cessò nel 313, quando gli unici superstiti rimasti furono in Occidente, Costantino, ed in Oriente, Licinio. La seconda fase terminò con la riunificazione del potere imperiali nelle mani del solo Costantino nel 324.

### Prima fase: dal 306 al 313 (terza, quarta e quinta tetrarchia)

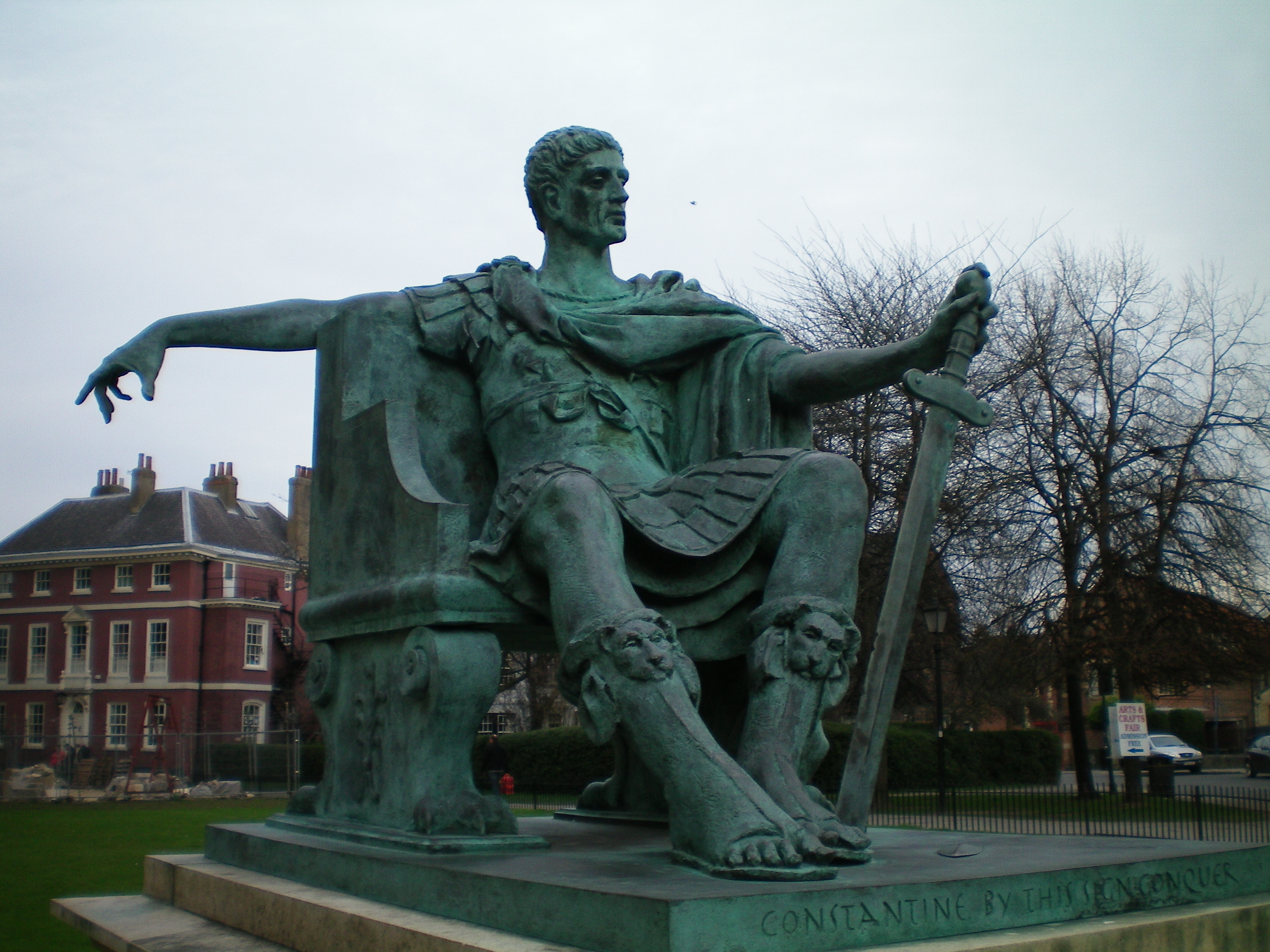
La moderna statua di Costantino I a York (Eburacum), nel luogo in cui fu proclamato imperatore nel 306.

306Alla morte del padre, Costanzo Cloro, avvenuta ad Eburacum (York) il 25 luglio, Costantino fu proclamato augusto dal generale Croco e dall'esercito di Britannia. La sua elezione era avvenuta secondo un principio dinastico, invece del sistema di successione meritocratica creato da Diocleziano. Solo Lattanzio sosteneva fosse stato designato augusto dal padre sul letto di morte.
Galerio insoddisfatto però da questo atto, offrì al figlio del suo collega, ora deceduto, il titolo di cesare, lasciando che fosse invece Severo a succedere a Costanzo. Costantino accettò di buon grado e fece ritorno a Augusta Treverorum nell'autunno di quello stesso anno, da dove le frontiere della Gallia, che erano tornate ad essere minacciate dalle popolazioni germaniche dei Franchi, sarebbero state meglio controllate. Qui rimase a difendere questo importante tratto di limes per i sei anni successivi, trasferendovi la propria corte imperiale e trasformandola nella propria capitale (di 80 000 abitanti), come risulta anche dall'imponente costruzione dell'Aula palatina, fatta erigere dal padre e completata da Costantino nel 310.
Quasi contemporaneamente anche il figlio di Massimiano, Massenzio, forte del potere dei pretoriani a Roma, fu acclamato augusto (28 ottobre). Quest'ultimo ritenendo insicuro regnare da solo, inviò al padre Massimiano delle vesti imperiali e lo salutò come "Augusto per la seconda volta", offrendogli un governo teoricamente alla pari ma in realtà un ruolo con meno poteri e di rango inferiore.
(Eutropio, Breviarium ab Urbe condita, X, 2.)
307Galerio si rifiutò di riconoscere Massenzio e inviò a Roma Severo (che si trovava a Mediolanum) con un esercito, allo scopo di deporlo. Poiché, però, gran parte dei soldati di Severo avevano servito sotto Massimiano, dopo aver accettato denaro da Massenzio disertarono in massa. È vero anche che Massenzio riuscì ad portare dalla sua parte Anullino (prefetto del pretorio secondo Zosimo), ottenendo contro l'augusto un facile successo. Severo fuggì a Ravenna, dove fu assediato da Massimiano (che era corso in soccorso del figlio, Massenzio). La città era molto ben fortificata, cosicché Massimiano offrì delle condizioni per la resa che Severo accettò: fu preso da Massimiano e ucciso. Secondo Zosimo invece, Severo fu catturato in un'imboscata da Massenzio in località tre taverne (tra Spoleto e Terni) e fu impiccato.
Nell'autunno di quell'anno Galerio guidò un secondo esercito contro Massenzio, ma anche questa volta non riuscì a conquistare Roma, e tornò a nord con il proprio esercito praticamente intatto, anche perché si era accorto che i soldati non gli erano fedeli. E mentre Massenzio era occupato a rafforzare le difese di Roma, Massimiano si recò in Gallia per negoziare con Costantino: i due giunsero ad un accordo in base al quale Costantino avrebbe sposato la figlia minore di Massimiano, Fausta, e sarebbe stato elevato al rango di augusto nel dominio secessionista di Massenzio; in cambio Costantino avrebbe confermato l'antica alleanza famigliare tra Massimiano e Costanzo, oltre a sostenere la causa di Massenzio in Italia, pur rimanendo neutrale nella guerra contro Galerio. L'accordo fu stretto con una doppia cerimonia, tenutasi a Augusta Treverorum nell'estate avanzata del 307, durante la quale Costantino sposò Fausta e fu proclamato augusto da Massimiano. Massimiano tornò a Roma nell'inverno 307-308, poiché non era riuscito a persuadere Costantino ad inseguire Galerio che si ritirava dall'Italia, pur avendo creato i presupposti per mettere male tra il genero ed il figlio Massenzio, con cui poco dopo entrò egli stesso in contrasto.

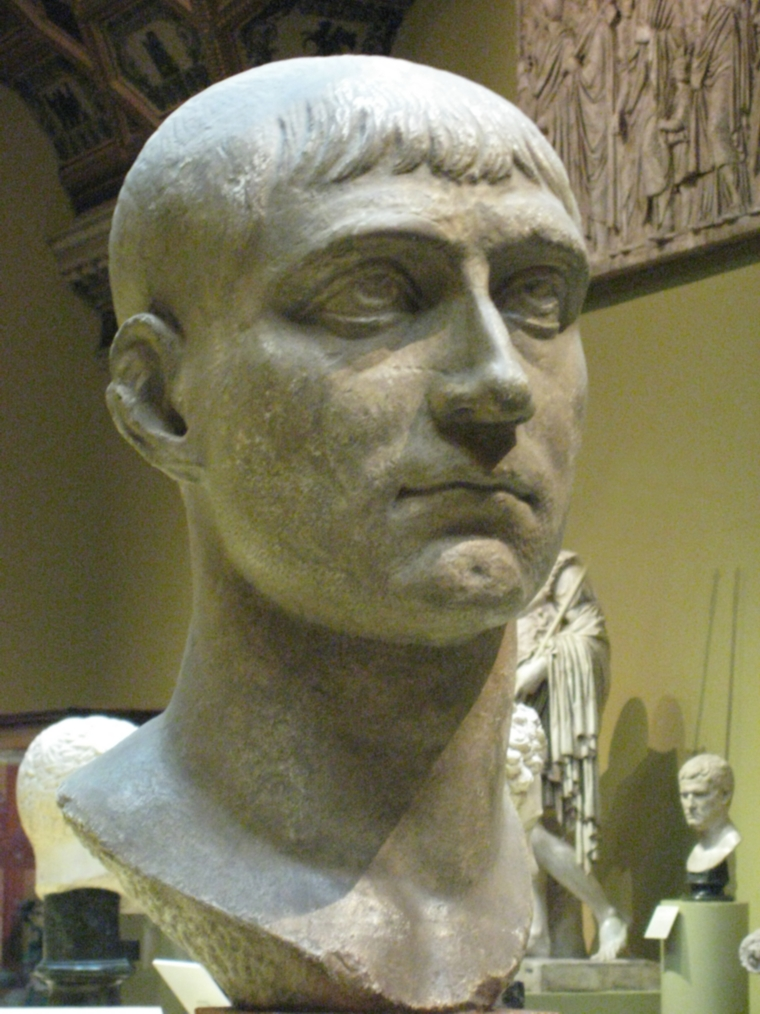
Massenzio, busto di Dresda.

308Nella primavera di quest'anno, Massimiano sfidò l'autorità del figlio, sforzandosi di alienare a Massenzio le simpatie dei soldati, impadronendosi egli stesso del potere. Davanti ad un'assemblea di soldati romani, Massimiano parlò del debole governo, di cui accusò Massenzio, e strappò le vesti imperiali del figlio. Si attendeva che i soldati lo acclamassero, ma questi si schierarono con Massenzio, e Massimiano fu obbligato a lasciare l'Italia.
E sempre nel corso di quest'anno ebbe luogo una secessione africana guidata da Lucio Domizio Alessandro, l'allora viceprefetto del pretorio, il quale un paio d'anni più tardi, sembra cercò l'alleanza con Costantino contro Massenzio.
L'11 novembre 308 si tenne a Carnuntum, sull'alto Danubio (che Zosimo confonde con località gallica), un incontro cui parteciparono Galerio, che lo organizzò, Massimiano e Diocleziano, richiamato da Galerio. In questa occasione venne riorganizzata una quarta tetrarchia: Massimiano fu obbligato ad abdicare, mentre Costantino fu nuovamente degradato a cesare, pur ottenendo il titolo di filius Augustorum insieme a Massimino Daia, mentre Licinio, un leale commilitone di Galerio, fu nominato augusto d'Occidente.
309Agli inizi di quest'anno Massimiano tornò alla corte di Costantino in Gallia, l'unica dove fosse ancora ben accetto. Contemporaneamente la morte del figlio di Massenzio, Valerio Romolo, lo privava nel suo disegno imperiale, di ogni possibilità di continuità dinastica.
310Massimiano si ribellò all'autorità di Costantino, mentre quest'ultimo era impegnato in una campagna contro i Franchi. Massimiano era stato inviato verso sud, ad Arelate (l'attuale Arles in Francia), con parte dell'esercito e il compito di difendere la Gallia meridionale dagli attacchi di Massenzio, giunto in città, annunciò la morte di Costantino e assunse la porpora imperiale. La gran parte dell'esercito rimase, però, leale a Costantino, e Massimiano fu obbligato a fuggire. Costantino, che all'annuncio del tradimento (piano rivelato dalla moglie Fausta, figlia dello stesso Massimiano) aveva abbandonato la sua campagna contro i Franchi e si era rapidamente recato in Gallia meridionale, raggiunse il fuggitivo a Massilia (Marsiglia, Francia), città adatta a sostenere un lungo assedio. La sorte volle che alcuni cittadini aprirono le porte della città a Costantino, permettendogli di catturare Massimiano e costringendolo al suicidio.
Intanto a Roma Massenzio inviava una spedizione militare in Africa, guidata dal prefetto del pretorio, Rufio Volusiano, con lo scopo di porre fine al potere di Lucio Domizio Alessandro. Quest'ultimo dopo essere stato sconfitto ad un primo assalto, fu catturato e strangolato. Massenzio era riuscito così ad ampliare le sue conquiste, che celebrò con un trionfo. Possedeva ora Italia ed Africa.

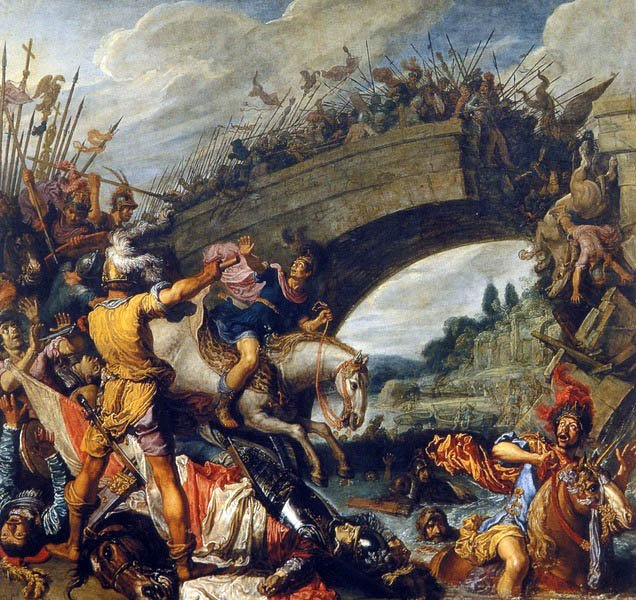
La battaglia di Ponte Milvio del 312, dove Costantino I sconfisse Massenzio e rimase unico augusto in Occidente.

| Costantino I: Follis | Costantino I: Follis |
| --- | --- |
| | |
| CONSTANTINUS PF AVG, testa laureata verso destra e busto con corazza;                                                                | MARTI CON-SERVATORI, Marte in piedi verso destra, tiene una lancia ed uno scudo appoggiato a terra; in esergo AQ P(rima). |
| 22 mm, 5.02 gr; prima officina della zecca di Aquileia; coniato tra l'ottobre 312 - inizi 313 (celebra la vittoria di ponte Milvio). | |

311Alla morte di Galerio, avvenuta nel corso dell'anno, Massimino Daia si impadronì dell'Oriente, lasciando a Licinio l'Illirico. Ora l'impero romano era diviso in quattro parti (Massimino Daia e Licinio in Oriente, Costantino e Massenzio in Occidente) formando una nuova tetrarchia solo di nome. In realtà poco dopo Massimino, Costantino e Licinio si coalizzarono per eliminare il primo dei quattro augusti: Massenzio.
312Costantino, ormai sospettoso nei confronti di Massenzio, riunito un grande esercito formato anche da barbari catturati in guerra, oltre a Germani, popolazioni celtiche e provenienti dalla Britannia, mosse alla volta dell'Italia attraverso le Alpi, forte di 90 000 fanti e 8 000 cavalieri (25 000 complessivi invece per E.Horst). Lungo la strada, Costantino, lasciò intatte tutte le città che gli aprirono le porte (come Mediolanum), al contrario assediò tutte quelle che non si arresero in un primo momento, ma evitò ove possibile di distruggerle per raccoglierne il loro consenso una volta vinte, come avvenne a Susa o a Torino. Egli dopo aver sconfitto due volte consecutive le armate di Massenzio, prima presso Torino e poi presso Brescia, pose sotto assedio Verona, dove riuscì a sottomettere la città ed a battere le forze di Massenzio, comandate dal prefetto del Pretorio, Ruricio Pompeiano, che nello scontro perse la vita. Occupata l'intera Italia settentrionale (compresa l'importante città di Aquileia) e non trovando altra resistenza lungo la via Flaminia che portava a Roma, si scontrò con l'esercito di Massenzio poco a nord della Città eterna, prima presso i Saxa Rubra, poi nella decisiva battaglia di Ponte Milvio, il 28 ottobre del 312. Qui Massenzio, pur potendo contare secondo Zosimo su 170 000 fanti e 18 000 cavalieri (tra i quali vi erano: 80 000 tra Romani, Italici, Tirreni, 40 000 Africani, oltre ai Siculi) fu sconfitto ed ucciso. Con la morte di Massenzio, tutta l'Italia passò sotto il controllo di Costantino, mentre la guardia pretoriana ed i castra praetoria furono soppressi.
313Nel febbraio di quest'anno Licinio si recò a Mediolanum, per incontrare Costantino I, divenuto l'unico imperatore della parte occidentale dopo aver sconfitto Massenzio: i due strinsero un'alleanza, rafforzata dal matrimonio di Licinio con la sorella di Costantino, Flavia Giulia Costanza. L'alleanza tra Licinio e Costantino escludeva chiaramente il terzo imperatore, Massimino Daia, che si fece proclamare unico imperatore dalle truppe e mosse dalla Siria verso occidente con un esercito di 70 000 armati, conquistando Bisanzio dopo soli 11 giorni: Licinio lo affrontò e sconfisse nella battaglia di Tzirallum il 30 aprile di quest'anno. Massimino Daia, dopo aver provocato una nuova rivolta contro Licinio presso Tarso, qui morì casualmente prevenendo la propria rovina. Restavano ora solo due augusti: Costantino per l'Occidente e Licinio per l'Oriente.

### Seconda fase:dal 314 al 324 (tra Oriente ed Occidente)

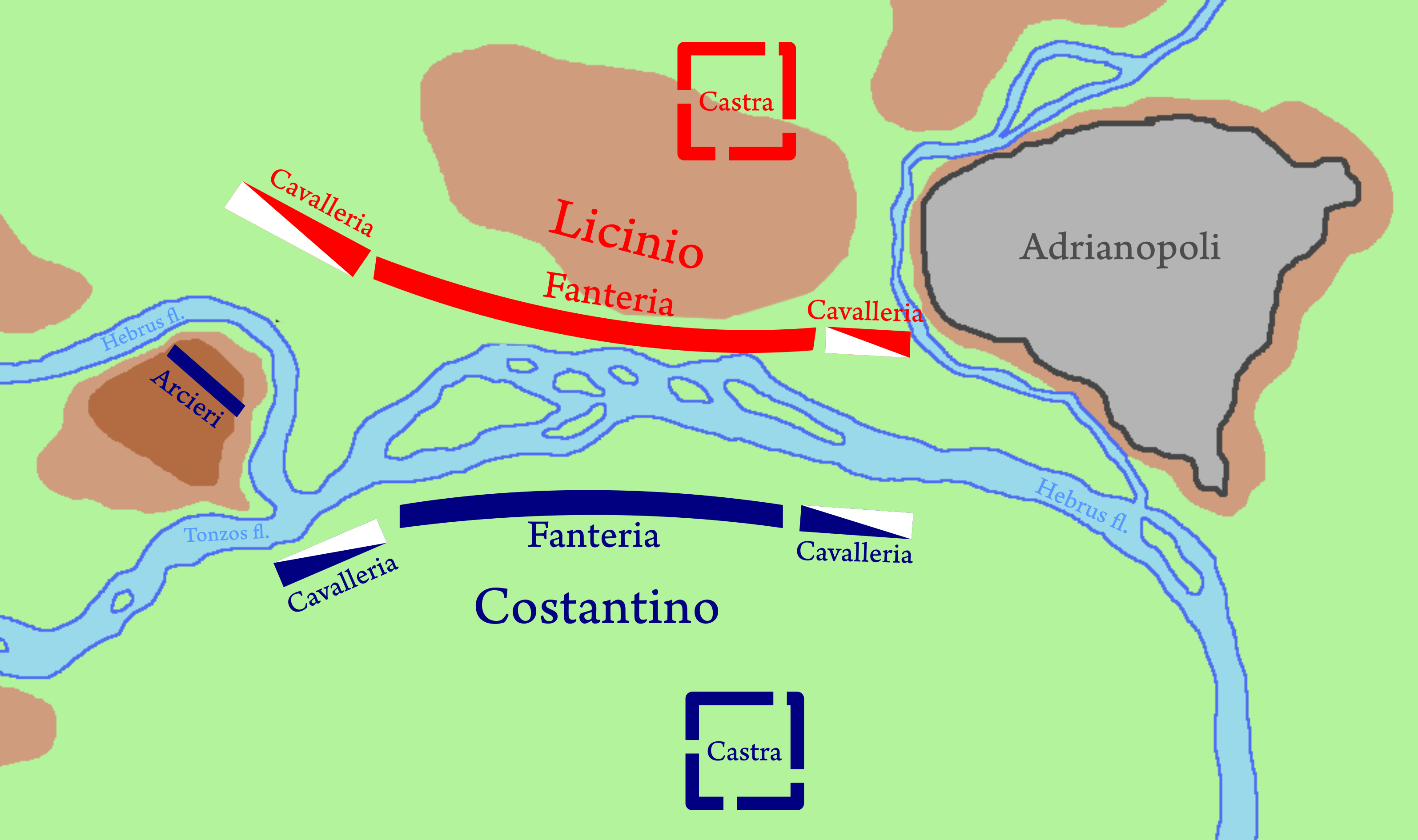
La battaglia avvenuta presso Adrianopoli nel 324 avvenuta tra Costantino e Licinio.

316La recente unione tra Licinio e Costanza non fu però sufficiente, poiché già nel corso di quest'anno i due nuovi ed unici augusti entrarono in conflitto. Il casus belli fu la nomina a cesare da parte di Costantino di un certo Bassiano (che aveva sposato Anastasia, figlia di secondo letto di Costanzo Cloro), chiedendo a Licinio di riconoscerne il rango. Bassiano avrebbe governato l'Italia facendo da cuscinetto tra i due augusti. Ma Licinio era contrario a questo accordo, in quanto riteneva Bassiano un uomo di Costantino. Tramite Senecione (fratello di Bassiano), convinse quest'ultimo a ribellarsi a Costantino e ad ordire contro di lui una congiura, che però fu sventata. Bassiano fu arrestato e condannato a morte. In seguito, Costantino chiese a Licinio di consegnargli Senecione per punirlo, ma ottenne un rifiuto, che portò poi alla rottura tra i due augusti e allo scoppio della guerra. Secondo Zosimo invece:
(Zosimo, Storia nuova, II, 18, 1.)
Costantino mosse da Augusta Treverorum dove aveva la sua corte imperiale e da dove aveva organizzato l'intera spedizione militare contro il rivale Licinio. Era nel settembre di quell'anno che, alla testa di un esercito di circa 20 000 armati, mosse verso Oriente. La via da seguire era quella che da Aquileia conduceva all'alto corso della Sava, nell'Illirico. Licino colto all'improvviso riuscì ad organizzare un esercito di 35 000 armati circa e provò a sbarrare la strada all'invasore a Cibalae (6 ottobre). Qui però Costantino ebbe la meglio, costringendo Licinio a rifugiarsi in Tracia. Il 3 dicembre di questo stesso anno, moriva a Spalato, Diocleziano.
317Nel corso di questo inizio di inverno, Licinio nominò quale suo cesare Aurelio Valerio Valente, venendo i due eserciti, poco dopo, a scontrarsi nuovamente presso Mardia. L'esito della battaglia non fu decisivo per la guerra, lo fu invece il duro inverno e la stanchezza da parte di entrambe le armate, a costringere enbrambi i contendenti a scendere a patti e firmare una tregua (1º marzo 317). Licino dovette cedere a Costantino l'Illirico, condannare a morte Valente, pur continuando a conservare l'Oriente, la Tracia, il Ponto, l'Asia e l'Egitto. Ebbe in cambio la possibilità di governare autonomamente la sua parte di Impero, emanando proprie leggi. Entrambi poi si impegnarono a rispettare i rispettivi confini territoriali. Erano sorti così due regni "separati" ed indipendenti, ben lontani dal progetto tetrarchico di Diocleziano, che prevedeva una "unità" imperiale, seppure governata da due Augusti (uno dei quali, superiore all'altro, il cosiddetto Augustus Maximus) e due Cesari.
Con la fine delle ostilità i due Augusti elevarono a Cesari i loro stessi figli (Serdica il 1º marzo del 317): Crispo (a cui fu affidata la Gallia) e Costantino II per Costantino, mentre Valerio Liciniano Licinio per Licinio.
318-321Nel corso di questi anni, Costantino si dimostrò ancora una volta molto attivo militarmente. Viaggiò lungo l'intero tratto di limes dei territori appena acquisiti con la pace di Serdica (Illirico). Ispezionò le guarnigioni della ripa sarmatica, provvedendo al loro rafforzamento anche attraverso la costruzione di nuove "teste di ponte" in direzione della piana del fiume Tisza, per far fronte al pericolo dei barbari d'oltre confine. Potenziò le flotte fluviali su Danubio, Sava, Drina e Morava, oltre a quelle marittime di Adriatico ed Egeo, dove rafforzò i porti marittimi di Aquileia, Pireo e Tessalonica (ex-capitale di Galerio), con la costruzione di arsenali, cantieri navali, oltre a migliorare l'armamento delle squadre navali. Era evidente che queste opere di ricostruzione e potenziamento marittimo gli sarebbero servite un giorno, oltreché contro i barbari (Iazigi e Goti), anche contro Licinio.
323Nel corso di quest'anno i Goti, che avevano deciso di attraversare l'Istro, tentarono di devastare i territori romani della Mesia inferiore e della Tracia. Costantino, informato di ciò, lasciò il suo quartier generale di Tessalonica e marciò contro di loro, penetrando però nei territori all'altro augusto, Licinio. Pur riuscendo a respingerli fin nei loro territori, una volta tornato a Tessalonica, Costantino ricevette tutta una serie di proteste ufficiali da parte di Licinio, che si protrassero per alcuni mesi e che sfociarono nella fase finale della guerra civile tra i due.
324La pace del 317 era durata sei anni, al termine dei quali Costantino mise in campo secondo Zosimo una flotta di 200 navi da guerra (da trenta rematori ciascuna) e 2 000 da carico, oltre a 120 000 fanti, 10 000 marinai e la cavalleria; Licinio riuscì invece a mettere insieme un esercito composto da 350 triremi (80 provenienti dall'Egitto, 80 dalla Fenicia, 60 dalla Ionia d'Asia, 30 da Cipro, 20 dalla Caria, 30 dalla Bitinia e 50 dall'Africa) oltre a 150 000 fanti e 15 000 cavalieri.
Il primo scontro avvenne in Mesia ad Adrianopoli dove Costantino, pur in inferiorità numerica, ebbe la meglio su Licinio, che fu costretto a rifugiarsi a Bisanzio, dove parte delle sue truppe rimasero assediate fino al termine della guerra. La flotta di Costantino, comandata dal figlio Crispo (nonché cesare) salpò dal Pireo e si radunò prima in Macedonia, poi all'imboccatura dell'Ellesponto, dove avvenne la seconda battaglia, questa volta navale, nella quale Licinio fu sconfitto nuovamente. Nominò un nuovo cesare nel magister officiorum, Sesto Martiniano, inviandolo a Lampsaco per fermare l'avanzata di Costantino dalla Tracia all'Ellesponto. Reclutò, infine, schiavi e contadini delle terre bitiniche, con i quali ingaggiò un'ultima e disperata battaglia contro le truppe veterane di Costantino (la cosiddetta battaglia di Crisopoli, odierna Üsküdar), venendo disastrosamente sconfitto.
Licinio assediato ora a Nicomedia (difesa da soli 30 000 armati), dopo aver perduto ogni speranza di ribaltare le sorti della guerra, avendo visto cadere una dopo l'altra Bisanzio e Calcedonia, uscì dalla città e si consegnò a Costantino, il quale lo mandò in esilio come privato cittadino a Tessalonica, mentre Sesto Martiniano fu messo a morte poco dopo. Costantino era ora l'unico padrone del mondo romano. Per questo motivo la monetazione degli anni successivi ne celebrò la sua unità con la scritta "Restitutor Orbis".
325L'anno seguente Licinio fu giustiziato con l'impiccagione, forse per avere complottato una nuova rivolta ai suoi danni.

## Conseguenze

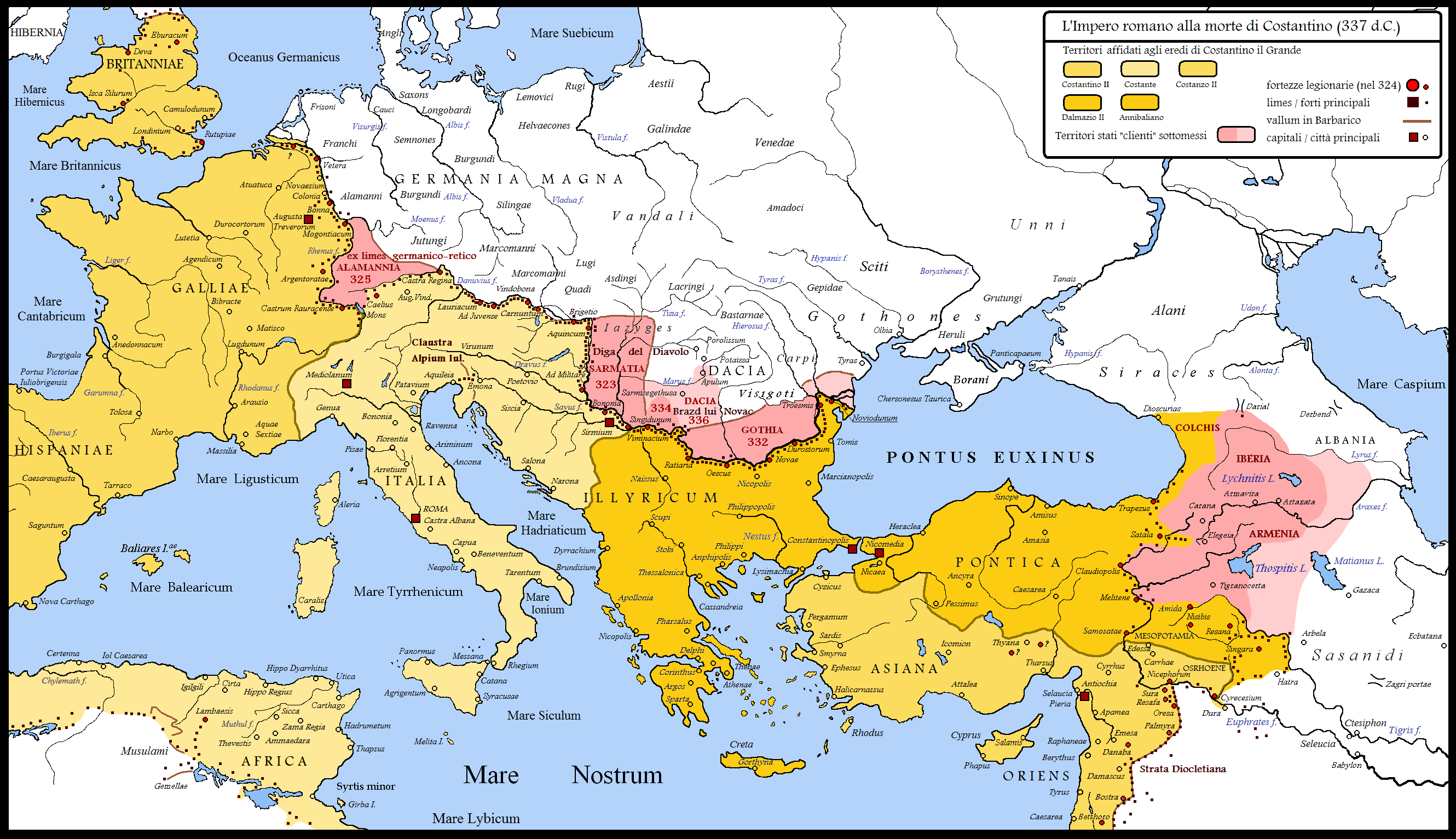
Le frontiere romane settentrionali ed orientali al tempo di Costantino, con i territori acquisiti nel corso del trentennio di campagne militari (dal 306 al 337).

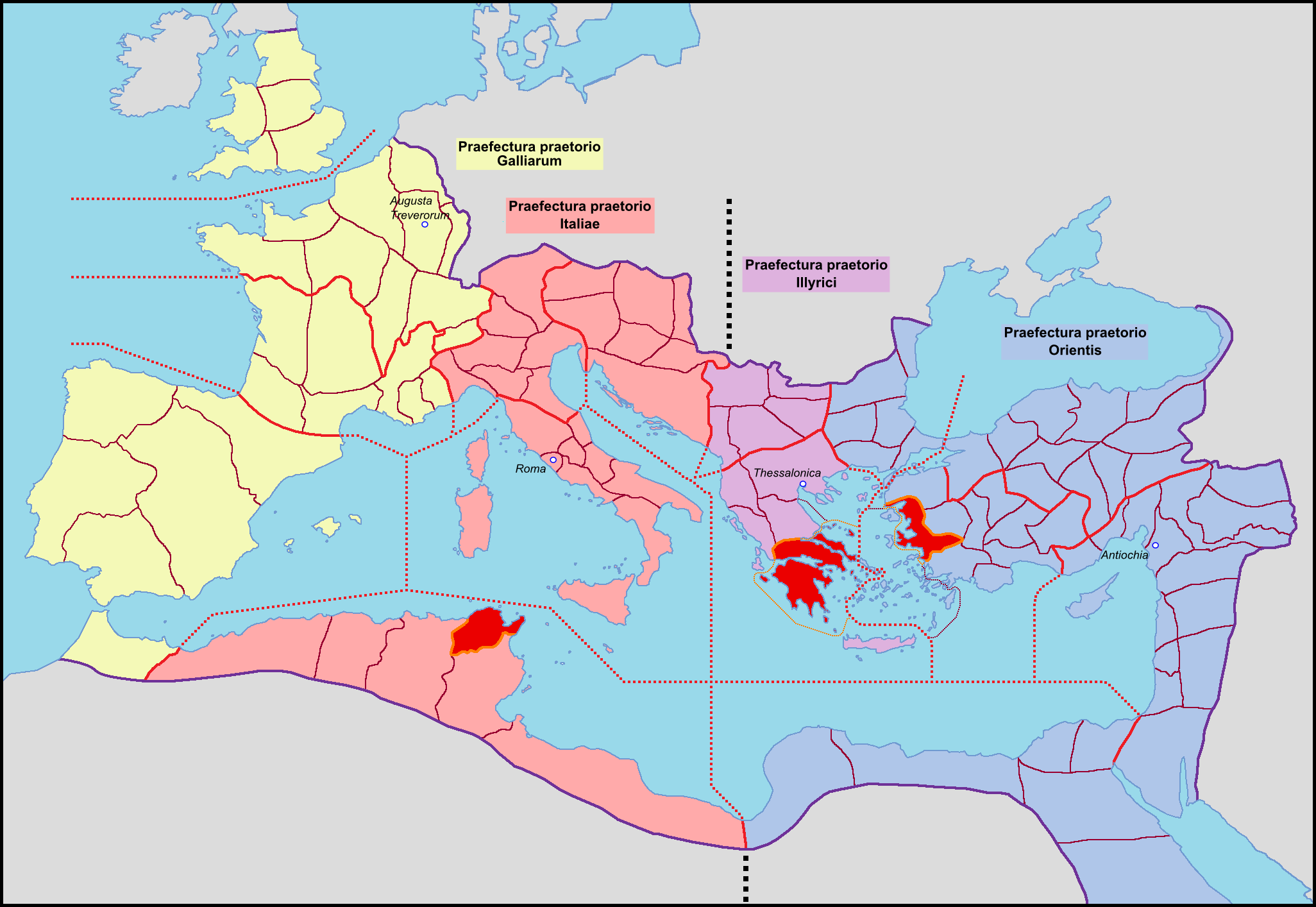
L'impero romano diviso nella quattro grandi prefetture del pretorio, volute inizialmente da Costantino I.

### Reazioni immediate
La tetrarchia ebbe termine nel 324, quando Costantino, figlio di Costanzo Cloro, riunificò nuovamente il potere imperiale nelle sue sole mani, dopo essere riuscito a sconfiggere prima Massenzio, figlio di Massimiano, presso ponte Milvio e poi Licinio.
Riprendendo, però, la divisione della riforma tetrarchica dioclezianea, l'Impero venne suddiviso in un primo momento in quattro prefetture (d'Oriente, d'Illiria, d'Italia e di Gallia), affidate a figli e nipoti, all'interno delle quali mantenne rigidamente separati il potere civile e politico da quello militare: la giurisdizione civile e giudiziaria era affidata ad un prefetto del pretorio, cui erano subordinati i vicari delle diocesi ed i governatori delle province.

### Impatto sulla storia
Nel 326 iniziarono i lavori per la costruzione della nuova capitale Nova Roma sul sito dell'antica città di Bisanzio, fornendola di un senato e di uffici pubblici simili a quelli di Roma. Il luogo venne scelto per le sue qualità difensive e per la vicinanza ai minacciati confini orientali e danubiani. La città venne inaugurata nel 330 e prese presto il nome di Costantinopoli. La città (oggi Istanbul) resterà poi fino al 1453 capitale dell'Impero bizantino, sorto anch'esso grazie anche alla nuova divisione operata alla morte di Costantino tra i suoi figli, assegnando a Costantino II Gallia, Spagna e Britannia, a Costanzo II le province asiatiche e l'Egitto e a Costante I l'Italia, l'Illirico e le province africane.